# Runologie

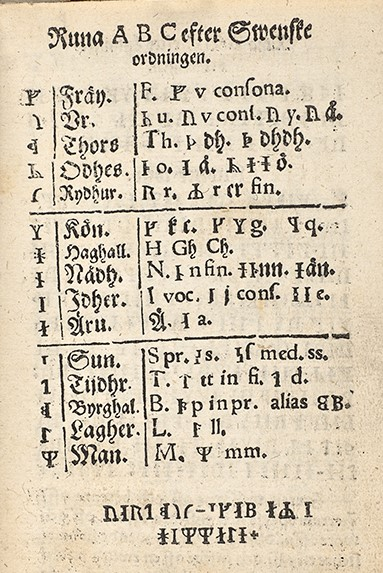
Tableau des runes selon le premier runologue : Johannes Bureus dans son étude "Runa ABC"

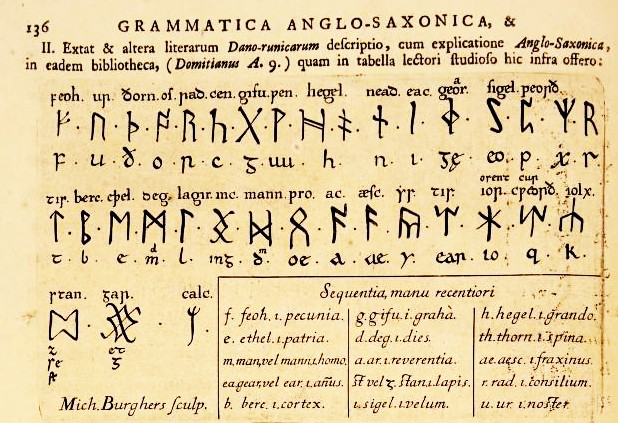
Étude des runes anglo-saxonnes selon le runologue George Hickes en 1705

La runologie est l’étude des alphabets et inscriptions runiques ainsi que de leur histoire. Elle constitue une branche de la linguistique germanique.

## Histoire
Johannes Bureus (1568 - 1652) fut le premier à publier un manuel de runologie Runa ABC en 1611. Polymathe suédois, il découvrit que chaque rune était rattachée à une valeur spéciale ; théorie qui lui valut de nombreuses critiques. Il se servit du futhark récent et le divisa en trois groupes de cinq runes chacun, car il tenait à arriver jusqu'à quinze. La première série représenterait l'ancêtre, la seconde série ferait référence à la génération et la troisième au Dieu créateur (selon l'étude de Stephen Flowers sur les travaux de Bureus). Les runes représentées par Johannes Bureus sont différentes du futhark médiéval, c'est pourquoi selon le chercheur Thomas Karlsson, Bureus aurait utilisé les runes de Hälsing pour former son propre système connu sous le nom de « Adalruna »
Bureus était également un adepte du mysticisme. Selon lui, l'Atlantide de Platon était la Scandinavie qui elle-même serait le « pays d'origine » et dont les runes détiendraient les secrets du langage d'origine : le langage universel datant d'avant la construction de la tour de Babel. L'historienne Susanna Akerman explique : « La Scandinavie était la terre des Hyperboréens qui avaient migré vers les rives de la Baltique avant la chute de la tour de Babel et qui possédaient par la suite la culture et la spiritualité originelles et non corrompues de l'humanité. » Pour étudier la mythologie de ses ancêtres, Bureus a en définitive utilisé beaucoup de références étrangères (grecque, biblique...), ce qui a donné un résultat assez unique en son genre. Ses travaux restent néanmoins les premiers traitant des runes, avec ceux de son concurrent danois : Ole Worm.
Ole Worm ou Olaus Wormius sous sa forme latinisée (1588 - 1654), runologue, médecin et antiquaire danois commença à étudier les runes vers 1619. Grand amateur de littérature scandinave et collectionneur d'inscriptions runiques, son objectif fut de réunir le plus grand nombre d'inscriptions runiques et de les reproduire. Il est connu notamment pour avoir repris et traduit un calendrier runique du XIIIe siècle trouvé en Gotland, le Computus Runicus. En 1626, il publie son Fasti Danici, qui est le résultat de ses recherches sur les traditions runiques et danoises. Les Fasti Danici tentent d'expliquer le fonctionnement des calendriers runiques basés sur les cycles lunaires.
Ole Worm et Johannes Bureus furent en conflit car l'un était danois et l'autre suédois ; chacun voulait défendre sa patrie. Worm affirmait que les runes étaient nées au Danemark, ce qui naturellement fut contesté par Bureus.
Johan Hadorph (1630 - 1693), antiquaire et bibliothécaire, poursuivit l’œuvre de Johannes Bureus pour réunir les inscriptions suédoises et les publier sous forme de livre. En 1690, lui et l'artiste Johan Peringer reproduisent 1080 gravures sur bois, prêtes au tirage.

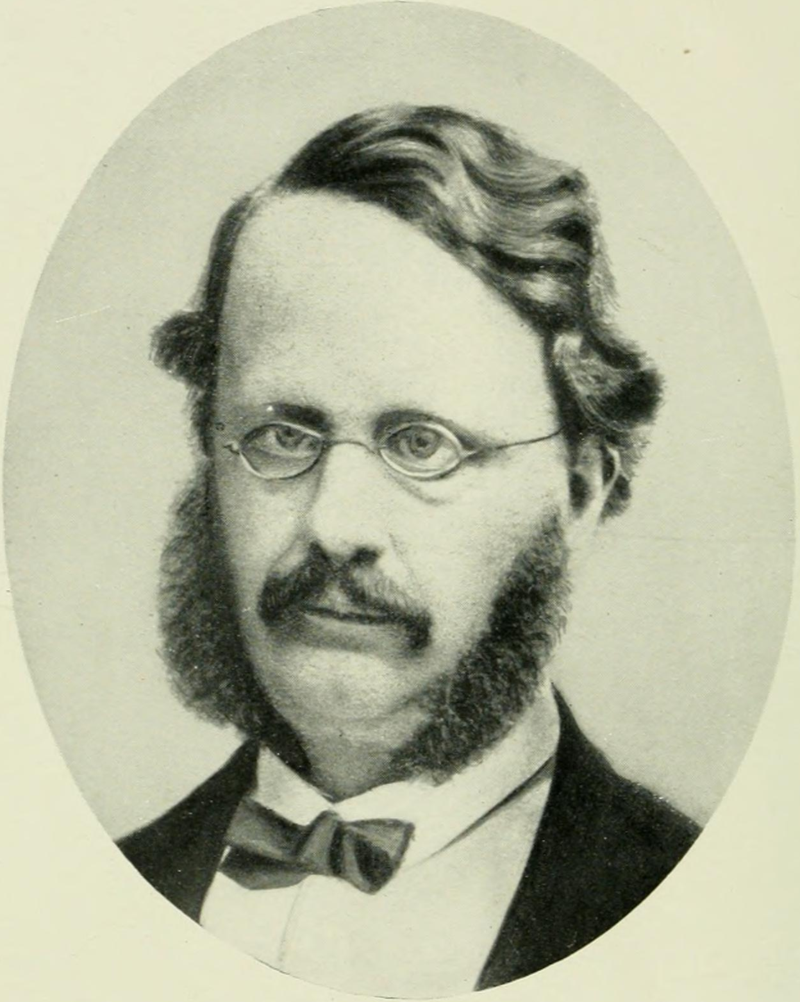
Portrait du runologue norvégien Sophus Bugge (1833 - 1907)

Magnus Celsius (1621 - 1679), mathématicien, découvre et décrypte en 1674 les runes du Hälsingland. Son fils Olof Celsius publie en 1698 les découvertes de son père dans un ouvrage intitulé "De Runis Helsingicis".
Jakob Hornemann (1790 - 1841) est le premier à démontrer que le futhark à 24 runes est plus ancien que le futhark à 16 runes. 
Sophus Bugge (1833 - 1907) détermina le premier la valeur phonétique des runes de l'ancien futhark. Il y parvient grâce aux runes anglo-saxonnes, déjà élucidées par le runologue George Hickes, 150 ans plus tôt.
L.Jacobsen et E.Moltke publient en 1942 l'encyclopédie Danemarks Runeindskrifter.
Sigurd Agrell (1881 - 1936) qui affirmait que Fehu se situait à la fin du futhark et que les anciens avaient caché ce véritable ordre aux non-initiés. Mettre Fehu à la fin donnerait un sens numérologique au futhark. Il prend pour exemple le mot ALU qui, si l'on additionne le numéro des runes avec ce nouvel ordre, donne 24. (Thèse très critiquée)
Il y a eu  bien d'autres runologues, mais ce sont ceux qui ont le plus marqué l’étude des runes au cours des premiers siècles de la runologie.
Au XIXe siècle la runologie prend de l’ampleur. Wilhelm Grimm traite des runes marcomanniques en 1821 ; en 1900 débute la publication du Sveriges runinskrifter, un vaste catalogue des runes suédoises qui compte à présent quinze volumes. Le journal Nytt om runer, consacré uniquement aux runes, est lancé en 1985 : il est publié par les « archives runiques » du Muséum d’Histoire culturelle de l’Université d'Oslo. Enfin, le projet Rundata, visant à cataloguer efficacement l’ensemble des inscriptions runiques, débute en 1993.

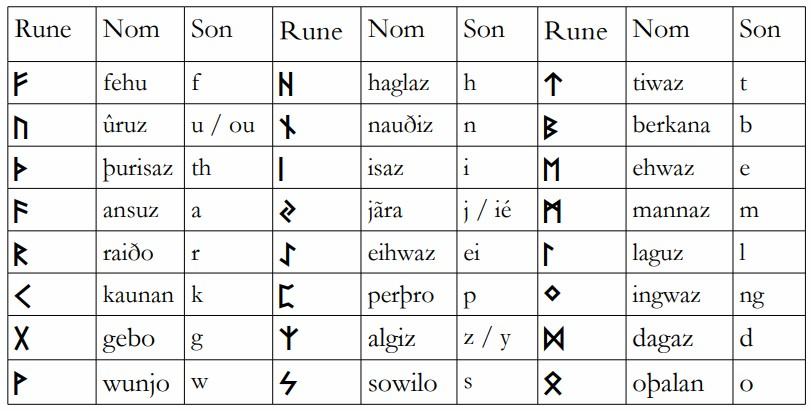
Tableau des 24 runes du futhark ancien (Ier - VIIIe siècle). Europe du nord et sud de la Scandinavie.